# 1007 Pawlowia
1007 Pawlowia (privremena oznaka 1923 OX), asteroid glavnog pojasa. Otkrio ga je Vladimir Albickij, 5. listopada 1923. 

## Vanjske poveznice
- Minor Planet Center

… |  1006 Lagrangea  | 1007 Pawlowia |  1008 La Paz | …